# Acracanthostoma
Acracanthostoma là một chi nhện trong họ Thomisidae.